# Liste der Monuments historiques in Jouy-aux-Arches
Die Liste der Monuments historiques in Jouy-aux-Arches führt die Monuments historiques in der französischen Gemeinde Jouy-aux-Arches auf.

## Liste der Bauwerke
| Bezeichnung | Beschreibung                                                                             | Standort          | Kennzeichnung | Schutzstatus | Datum          | Bild           |
| ----------- | ---------------------------------------------------------------------------------------- | ----------------- | ------------- | ------------ | -------------- | -------------- |
| Aquädukt    | gallo-römisch, vom Ende des ersten Jahrhunderts; auch auf dem Gebiet von Ars-sur-Moselle | Grande Rue (Lage) | PA00106791    | Classé       | 1840 1980 1990 | weitere Bilder |

## Liste der Objekte
| Bezeichnung          | Beschreibung                                     | Standort                      | Kennzeichnung | Schutzstatus | Datum | Bild |
| -------------------- | ------------------------------------------------ | ----------------------------- | ------------- | ------------ | ----- | ---- |
| Gemälde Kreuzigung   | Ölfarbe auf Leinwand, 1634                       | in der Kirche St-André (Lage) | PM57000103    | Classé       | 1983  |      |
| Gemälde Grablegung   | Ölfarbe auf Leinwand, Mitte des 19. Jahrhunderts | in der Kirche St-André (Lage) | PM57001088    | Inscrit      | 1984  |      |
| Gemälde Kreuzabnahme | Ölfarbe auf Leinwand, 17. Jahrhundert            | in der Kirche St-André (Lage) | PM57000104    | Classé       | 1983  |      |